# Ammannia prostrata
Ammannia prostrata är en fackelblomsväxtart som beskrevs av F. Buchanan-Hamilton och L.W. Dillwyn. Ammannia prostrata ingår i släktet Ammannia och familjen fackelblomsväxter. Inga underarter finns listade i Catalogue of Life.